# Thylakoid

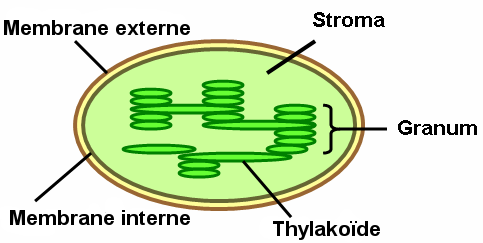
Schéma chloroplastu. Zelené útvary ve středu jsou grana, komplexní útvary složené z thylakoidů.

Thylakoidy jsou membránové struktury v sinicích a v chloroplastech řas a vyšších rostlin. Sídlí v nich fotosyntetický aparát a probíhá fotosyntéza. Ačkoli se může zdát, že jsou jednotlivé „články“ naprosto samostatné, ve skutečnosti spolu vždy úzce souvisí a tvoří tak jednotnou strukturu.
Rozlišujeme dva typy thylakoidů:
- samostatné neboli stromální – mohou tvořit lamely propojující jednotlivá grana.
- granální – seřazeny na sebe (jako mince, když je dáte jednu přes druhou…), celek se nazývá granum

Základní stavba je prakticky stejná jako stavba cytoplazmatické membrány, thylakoid však obsahuje mnohé proteiny potřebné pro fotosyntézu. Stromální a granální se drobně liší navzájem přítomností určitých proteinů. Thylakoidy jsou obklopeny vnitřním prostředím chloroplastu – stromou – jejich vnitřek však tvoří dutina – lumen.